# Escut del Futbol Club Barcelona
Característiques del Escut del Futbol Club Barcelona.

## Història

L'escut de la ciutat de Barcelona que serví d'insígnia fins a l'any 1910.

L'equip jugava en els seus orígens amb l'escut de Barcelona, caironat amb quatre quarters, amb una ratapinyada damunt una corona, i envoltat per dues branques, una de llorer i una altra de palma.
L'escut propi neix del concurs públic convocat per l'entitat el 1910, que va guanyar el disseny de Santiago Femenía. L'escut té un perímetre en forma d'olla molt semblant al de la major part dels escuts dels clubs de Suïssa. A l'interior presenta, a la part superior esquerra, la creu de Sant Jordi (vermella sobre fons blanc) i a la part dreta els quatre pals vermells verticals sobre fons groc de l'escut de Catalunya. Una cinta horitzontal amb les inicials del club (FCB) separa la part superior de la inferior que és més ampla i abasta tot l'escut de banda a banda amb ratlles blaves i granes verticals i una pilota de futbol sobreposada.
Al llarg de la història del club l'escut ha presentat diverses variacions, però sempre amb el mateix disseny. En la dècada de 1940, els quatre pals vermells varen ser substituïts per ordre governativa per només dos, amb la intenció que no s'hi identifiqués la senyera catalana. A començaments de la dècada de 1960, però, es tornà a l'antic disseny. En els primers anys de la seva història el Barça va lluir l'escut de la ciutat a la samarreta, circumstància que es repetí a finals de la dècada de 1950 en els partits internacionals de les primeres edicions de la Copa de Fires.
El Barcelona Sporting Club de Guayaquil té el mateix escut i l'equip francès del Consolat Marseille també, però amb algunes modificacions: la creu blava de la bandera marsellesa en lloc de la creu de Sant Jordi i els colors groc i verd en comptes dels blaugrana. Sí que hi queda, però, la senyera, perquè Provença i Catalunya la comparteixen.

### Evolució
1899–1900: Primer escut pres del segell corporatiu, l'escut heràldic de la ciutat, que està envoltat per una corona circular amb el nom de l'entitat inscrit en lletres majúscules i amb la data de la seva fundació.
1900–1910: L'escut pres de l'escut de la ciutat de Barcelona, escut de rombo quarterat amb la creu de Sant Jordi i el paladura groc-vermell (colors de la bandera de Catalunya), amb una ratapinyada damunt un corona, envoltat per dues branques (palmera i llorer).
1910–1920: Primer escut propi pres del disseny de Santiago Femenia, forma d'olla, dividit a la part superior en dos cantons amb la creu de Sant Jordi a l'esquerra i els quatre pals vermells verticals sobre fons groc a la dreta; Una paladura blau granat i una pilota àuriauna al ampla camp inferior, una faixa amb les inicials del club, F.C.B.
1920–1936: Disseny completament diferent: ratlles grogues entre les franges blaugranes, i puntes laterals, i faixa central groguenca.
1936–1941: Tornen a canviar les puntes laterals, i sobretot, la faixa central passa a ser de color negre per dol i respecte a les víctimes de la guerra civil que s'està vivint en aquells anys.
1941–1949: Les inicials són C.F.B., i la senyera és de 2 pals, la faixa torna al color groguenc.
1949–1960: Les inicials són C. de F.B., i recupera els quatre pals, la faixa passa a ser de color blanc.
1960–1974: Les inicials Tornen al C.F.B., la faixa torna al color groguenc.
1974–1975: L'escut es torna més quadrat, i recupera antiga denominació, F.C.B. La faixa torna al color blanc.
1975–2002: Les puntes laterals queden més dissimulades, la faixa passa a unir-se amb el filet que envolta l'escut i torna a tenir un color groguenc, i modernitzat en la tipografia les inicials.
2002–present: Disseny molt estilitzat, on les puntes lateral i a la punta, passen a ser tres úniques puntes. Les inicials centrades i sense punts.

Evolució de l'escut del FC Barcelona
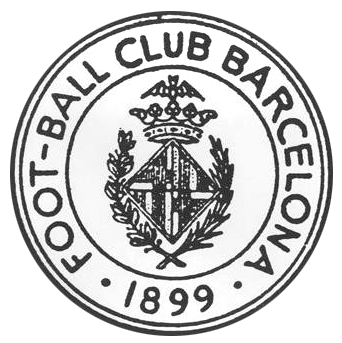
1899–1900
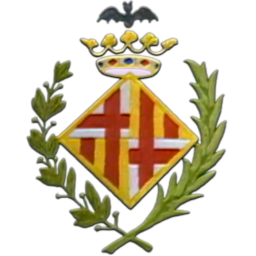
1900–1910
1910–1920
1920–1936
1936–1941
1941–1949
1949–1960
1960–1974
1974–1975
1975–2002
2002–present